# سيث آدامز
سيث آدامز (بالإنجليزية: Seth Adams)‏ هو لاعب كرة قدم أمريكية أمريكي، ولد في 15 مايو 1985 في هولي سبرينغز في الولايات المتحدة.